# 雙邊市場
雙邊市場是指一個具兩個不同客群的經濟平臺，這兩個客群能互相提供對方網路利益。若一組織創造價值的方法主要在於讓兩個(或多個)相關聯的不同客群能有直接的互動，則稱之為多邊平臺（MSP)。雙邊市場可以在許多產業中出現，如信用卡（持卡人和商家）、健康維護組織（病人和醫生）、作業系統（終端用戶和開發人員）、黃頁（廣告商和消費者）、家用遊戲機（玩家及遊戲開發商）、求職網站（求職者和徵才公司）、搜尋引擎（廣告商和用戶），及網際網路之類的電信網路等。採用雙邊市場的知名公司有美國運通、美國商城、Match.com、Monster.com、Sony、Skype等。每個客群都會從需求的規模經濟中得到好處。舉例而言，持卡人會喜歡能被較多商家接受的信用卡，而商家則會喜歡被較多人持有的信用卡。這在分析雞生蛋之類的競爭問題時特別有效，如VHS和Betamax之間的競爭。雙邊市場亦有助於解釋免費訂價策略，其中一方的客群可以免費使用此平臺，以吸引另一方客群的加入。